# 8335 Sarton
A 8335 Sarton (ideiglenes jelöléssel 1984 DD1) a Naprendszer kisbolygóövében található aszteroida. Henri Debehogne fedezte fel 1984. február 28-án.